# Azamat Tuskaev
Azamat Arturovič Tuskaev (in russo Азамат Артурович Тускаев?; 21 gennaio 1994) è un lottatore russo, specializzato nella lotta libera.

## Biografia
È stato allenato da Achsar Makoev dal 2003 al 2013 e in seguito da Anatoli Margiev. Gareggia per il CSKA Mosca.
Ai campionati europei di Roma 2020 ha vinto la medaglia d'oro nel torneo dei -57 chilogrammi.

## Palmarès
- Europei

Roma 2020: oro nei -57 kg.
- Campionati mondiali militari

Skopje 2016: bronzo nei -57 kg.
Mosca 2018: bronzo nei -57 kg.
- Europei U23

Szombathely 2017: argento nei -57 kg.
- Mondiali junior

Zagabria 2014: oro nei -55 kg.
- Europei cadetti

Sarajevo 2010: oro nei -50 kg.